# (1287) Lorcia
(1287) Lorcia es un asteroide que forma parte del cinturón de asteroides y fue descubierto por Sylvain Julien Victor Arend el 25 de agosto de 1933 desde el Real Observatorio de Bélgica, Uccle.

## Designación y nombre
Lorcia fue designado al principio como 1933 QL.
Posteriormente se nombró así en honor de la esposa del astrónomo polaco Tadeusz Banachiewicz.

## Características orbitales
Lorcia orbita a una distancia media del Sol de 3,01 ua, pudiendo alejarse hasta 3,202 ua. Su excentricidad es 0,06399 y la inclinación orbital 9,821°. Emplea 1907 días en completar una órbita alrededor del Sol.